# Ischnoptera nox
Ischnoptera nox är en kackerlacksart som beskrevs av Morgan Hebard 1920. Ischnoptera nox ingår i släktet Ischnoptera och familjen småkackerlackor. Inga underarter finns listade i Catalogue of Life.